# ファイティングファンタジー (アーケードゲーム)
『ファイティングファンタジー』は、1989年にデータイーストから開発、販売されたアーケードゲームである。ジャンルは格闘系アクションゲーム（サイドビュー方式）。日本国外でのタイトルは『Hippodrome』。同名のゲームブック『ファイティング・ファンタジー』とは関係が無い。
2018年、レトロゲーム専用機「ジェネレーション4（GENERATIONS4）」に収録された。

## ストーリー
一年に一度、惑星最強の戦士を決めるために開かれる闘技会にエントリーした主人公は、生死と栄光を賭けてさまざまな種族の敵と闘う。

## 概要
8方向レバー（移動）と2つのボタン（攻撃、ジャンプ）で主人公を操作する。レバーと攻撃ボタンの組み合わせでさまざまな攻撃を繰り出すことができる。全8ステージ×1周。
最初の6ステージまで（前半、後半と3ステージずつ）は対戦相手を自由に選択できる。また、対戦で得た報酬で武器や強化アイテムを購入することが可能である。

## 解説
一対一の格闘系アクションにファンタジー世界観を持ち込んだゲームであり、そのために敵キャラクターの外観や攻撃方法が多彩なものとなった。

## 武装・アイテム
剣
最初から持っている武器。射程・威力共に普通だが連射が効くので敵によっては有効な武器。
メイス
バトルアックス
間合いは剣より若干狭く攻撃力が高い。当たり判定の出現時間が剣より短いので乱打戦には向かない。
ハルバード
攻撃力は剣と同じだが間合いが広くなる。手元には当たり判定が無いので近接に弱い。
ポーション
体力増強剤。ライフの最大値が増える。このアイテムのみ複数回購入可能。
ペンダント
ライフが0になったとき一定量回復する。

## 登場キャラクター
コーナス（蛇女）
種族はラミアーノーブル。ラミアーの上位種である。武器はショートソードと尻尾で、攻撃はショートソードを構えた突進や尻尾の叩きつけ、尻尾の巻きつけなどである。尻尾の先端は切断が可能。死亡すると石になって崩れ去る。
グラン（魔法生物）
種族はガーゴイル。武器は魔法と鋭い爪である。死亡すると塵となる。バトルアックスによる下突き（ジャンプ中にレバー下＋攻撃、与えるダメージが倍になる）をうまく当てれば3秒で倒すことが可能。
ノーフォーク（トカゲ男）
種族はリザードマン。武器は盾と曲刀。前方からの攻撃は盾で防御される。盾には耐久値があり、それを超えると破壊される。またハルバードの間合いの長さで防御を貫通させることも出来る。ジャンプや防御を使用してくるので強さは中堅クラス。
ソロモン（魔法使い）
人間のウィザード。魔法による攻撃の種類の多さは登場キャラクター中最多であり、攻撃力も高いので中遠距離戦は圧倒的に不利である。運が悪いと熟練プレイヤーでも接近できずに敗北する場合がある強敵である。
シャロン（ドラゴン）
種族はアーマードラゴン。主力武器は強力なドラゴンブレスで、その他に翼で風を起こしプレイヤーを押し返す技や、尻尾攻撃などがある。死亡すると首が落ちる。
ドルドナ（サソリ男）
種族はサソリ人間。人間の上半身にサソリの下半身を持つ生物。武器は三又銛と尻尾の毒針、プレイヤーの動きを硬直させる粘液攻撃である。この粘液攻撃に武器を振るタイミングを合わせると武器を振り出したまま硬直し、状況によってはそのまま攻撃が敵に当たり続け瞬殺できるという裏技がある。尻尾は切断が可能。
チャーリー&スティーブ（暗殺者）
双子のアサシン。武器は半月状の剣。アサシンらしく突進、コンビネーションとジャンプを組み合わせた高機動かく乱攻撃が主体である。
ポン（巨人）
本作の最終ボスで、種族はジャイアント。攻撃はショルダーアタックと2種類の軌道を持つヨーヨーシールド。体力や攻撃力は高いのだが、攻撃の種類に幅が無いため、ここまでこれる上級者にはそれほど苦戦する相手ではない。
続編の『デスブレイド』ではプレイヤーキャラクターとして登場する事となるが、本作より体格が小さくなっている。